# ГЕС Meråker
ГЕС Meråker – гідроелектростанція у центральній частині Норвегії, за шість з половиною десятків кілометрів на схід від Тронгейма. Знаходячись після ГЕС-ГАЕС Тевла, становить нижній ступінь гідровузла у сточищі річки Stjordalsvassdraget, яка впадає до Тронгейм-фіорду біля тронгеймського аеропорту. 
В межах проекту на Stjordalsvassdraget за допомогою насипної греблі Gronbergdammen облаштували невелике водосховища Тевла з об’ємом 4,5 млн м3 та припустимим коливанням рівня між позначками 350 та 358,5 метра НРМ. Окрім прямого стоку сюди надходить додатковий ресурс із лівобережної частини сточища Stjordalsvassdraget – тунель довжиною біля 16 км починається від водозабору на її лівій притоці Torsbjorka та на своєму шляху підхоплює ресурс із озера Фоссватна на струмку Ватнбеккен (права притока Torsbjorka) та з Dalaa (ще одна ліва притока Stjordalsvassdraget, котра, які і Torsbjorka, має устя нижче за греблю Gronbergdammen). 
Зі сховища Тевла по правобережжю прокладено дериваційний тунель довжиною 8 км. Спершу він має перетин 32 м2, проте невдовзі зустрічається із відвідним тунелем ГЕС Тевла та розширюється до 50 м2. Варто відзначити, що така конфігурація дозволяє останній станції за необхідності працювати в режимі гідроакумуляції, закачуючи воду з Stjordalsvassdraget у велике водосховище на її правій притоці. 
Основне обладнання станції Meråker становлять дві турбіни типу Френсіс потужністю 60,4 МВт та 26,6 МВт. Вони використовують напір у 264 метра та забезпечують виробництво 464 млн кВт-год електроенергії на рік.
Відпрацьована вода повертається у річку по відвідному тунелю довжиною біля 1,5 км.